# Крылов, Михаил Константинович
Михаил Константинович Крылов (род. 30 декабря 1959 года) — поэт, писатель, радиоведущий, автор-исполнитель, журналист, музыкант, кандидат биологических наук, член регионального Союза писателей Северо-Запада, Член Союза журналистов Санкт-Петербурга.

## Биография
Закончил биологический факультет Ленинградского государственного университета, защитил кандидатскую диссертацию. В конце 80-х годов показал свои песни на Ленинградском радио, и с тех самых пор началась его творческая карьера. Сегодня он известен как ведущий музыкальных программ на «Радио Петербург», автор известных песен, повести «Бесконечность», романа «Кукла», сборника стихов «Соло для души». Среди соавторов Михаила Крылова по песням — композиторы Игорь Корнелюк, Александр Журбин, Дмитрий Григорьев, Константин Иверин и многие другие. Песни на его стихи исполняют такие артисты, как Михаил Боярский, Алла Баянова, Надежда Бабкина, группы «Сливки» и «Дискомафия». Кроме того Михаил Крылов и сам является исполнителем своих песен.
Живёт и работает в Санкт-Петербурге.

## Интересные факты
- Михаил Крылов является лауреатом всероссийских фестивалей-конкурсов «Шлягер-90», «Шлягер-92», «Песня года-2001», международных конкурсов «Юрмала-2003» и «Славянский базар-2004»[1][2]
- В 2003 году песня композитора Константина Иверина на стихи Михаила Крылова «Великий город» заняла второе место в конкурсе эстрадной песни о Петербурге[4][5].

## Дискография
- «Дружище Питер»
- «Без тебя»
- «Девчонские песни»[3]

## Избранные песни
- «Летели недели» (музыка Игоря Логинова), исполняет группа «Сливки»
- «Великий город» (музыка Константина Иверина), исполняет Михаил Боярский
- «Дружище Питер» (музыка Дмитрия Григорьева), исполняют Михаил Боярский, Игорь Корнелюк и Любовь Кислицына.
- «Казачий марш» (саундтрек к фильму «Тарас Бульба», не вошедший в него, музыка Игоря Корнелюка), исполняет Михаил Боярский[1]